# مفهوم

جوزف کسوت، یک و سه صندلی - نمونه‌ای از هنر مفهومی

مَفهوم یا دریافته در واژه‌شناسی آنچه مورد فهم واقع شده‌است. اما در اصطلاح:
- گاهی به یکای اصلی اندیشه گفته می‌شود که دسته‌بندی شدنی نیست، می‌تواند سودمند و زیانبار باشد.[نیازمند منبع]
- مفهوم در برابر مصداق. مفهوم یعنی، معنا و مدلولی که لفظ بر آن دلالت می‌کند و از لفظ فهمیده می‌شود.[۱] از نگر اندیشمندان بزرگی همچون ارسطو، هربرت پوتنام و... مفهوم به صورت ساده معرفی یا ترکیب برداشتهای حسی است یا صورت ساده معرفی و  ترکیب برداشتهای حسی است. از دید دسته دیگری از آن‌ها همچون جان دیویی مغز نمی‌تواند یک دریافت‌کنندهٔ مفعول و بدون مداخله باشد.

## بررسی
مفهوم به دو دسته طبقه‌بندی می‌شود: مفهوم جزئی و کلی. اولی (جزئی) دربرگیرنده همه ویژگی‌های سازنده یک مفهوم می‌باشد، برداشت از یک مفهوم در واقع مجموعی از ویژگی‌هایی است که باعث تمایز آن مفهوم از بقیه مفاهیم می‌شود. و دومی (کلی) مجموع خصوصیاتی که تشکیل دهنده برداشت اول هستند (مانند مفهوم انسان بدون مشخصات یک مصداق خاص)
1. مفهوم جزئی: مفهومی است که تنها بر یک مصداق «قابل صدق» است؛ مانند: تهران
2. مفهوم کلی: مفهومی است که بر بیش از یک مصداق «قابل صدق» است؛ مانند: انسان

بنابراین، می‌توان گفت: اولا ملاک کلی و جزئی بودن یک مفهوم به ترتیب «قابلیت صدق» و «عدم قابلیت صدق» بر مصادیق متعدد است. تحقق یا عدم تحقق مصداق خارجی، محدود یا بی‌شمار بودن آن، دخلی در کلیت و جزئیت مفهوم ندارد.
با توجه به تقسیم مفهوم، به کلی و جزئی، می‌توان لفظی را که دال بر معنای جزئی است لفظ جزئی و لفظی را که دال بر معنای کلی است «لفظ کلی» نامید. در این صورت، تقسیم الفاظ به جزئی و کلی از قبیل نامگذاری «دال» به اسم «مدلول» خواهد بود. همچنین باید توجه داشت که مفهوم افعال نیز از مفاهیم کلی است؛ زیرا این مفاهیم نیز قابل صدق بر مصادیق متعدد است.
همچنین گاهی مفاهیم را به دو دسته عرفی و تخصصی تعریف نموده‌اند. مفهوم عرفی «مفهومی است که در محاورات روزمره آن را به کار می گیریم و به ماهیت‌هایی اشاره دارد که در سطح تفاهم، به اجمال و اهمال برگزار شده و غرض در استعمال آن رفع حوایج روزمره است، نه غور و غوص در کشف شرایط و حقایق دقّی و علمی. مثل مفهوم «آب» در موردی که مثلاً دانشمند به کسی بگوید: «قدری آب برایم بیاورید» 
قسم دوم (علمی) «همواره متشکل از تصورات گوناگون است. تصوراتی که قاعدتاً به وسیله پژوهش و تأمل گرد آمده‌اند. این مفهوم را مفهوم فنی یا علومی، می نامیم. مثل مفهوم «آب» در نظر علوم، همچون شیمی، بیوشیمی، فیزیک، فیزیک شیمی، هیدرولیک، فیزیک ذره ای، زیست شناسی، مکانیک، بوم‌شناسی، اپتیک و علم النور، طب، کاسمولوژی، تفسیرهای عرفانی و عالم شناختی و نشانه شناختی و غیر آن.» این مفهوم، همواره متشکل از تصورات گوناگون است. تصوراتی که قاعدتاً به وسیله پژوهش و تأمل گرد آمده‌اند. این مفهوم را مفهوم فنی یا علومی، می نامیم. مثل مفهوم «آب» در نظر علوم، همچون شیمی، بیوشیمی، فیزیک، فیزیک شیمی، هیدرولیک، فیزیک ذره ای، زیست شناسی، مکانیک، بوم‌شناسی، اپتیک و علم النور، طب، کاسمولوژی، تفسیرهای عرفانی و عالم شناختی و نشانه شناختی و غیر آن.

## نظریه ایده پردازی
بر اساس نظریه ایده پردازی (یا «مفاهیم حسی»)، فعال شدن یک مفهوم ممکن است مکانیسم اصلی ایجاد تجربیات پدیدار باشد. بنابراین، درک اینکه چگونه مغز مفاهیم را پردازش می کند، ممکن است با حل معمای چگونگی ظهور تجربیات آگاهانه (یا کیفیت) در یک سیستم فیزیکی، به عنوان مثال، ترشی طعم ترش لیمو، در ارتباط باشد. این سوال به عنوان مشکل سخت آگاهی نیز شناخته می شود. تحقیقات در مورد ایدئولوژی از تحقیقات در مورد احساس حسی پدیدار شد، جایی که اشاره شد که یک تجربه مصنوعی ابتدا نیاز به فعال سازی مفهومی از القاء دارد. تحقیقات بعدی این نتایج را به درک روزمره گسترش داد.
در مورد مؤثرترین نظریه در مفاهیم بحث های زیادی وجود دارد. نظریه دیگر اشاره گرهای معنایی است که از نمایش های ادراکی و حرکتی استفاده می کنند و این بازنمایی ها مانند نمادها هستند.